# 第二一〇海軍航空隊
第二一〇海軍航空隊(だい210かいぐんこうくうたい）は、日本海軍の部隊の一つ。本土防衛の主力戦闘機隊として、太平洋戦争終盤に中京上空の迎撃・戦闘行動に従事した。

## 沿革
フィリピンを巡る決戦が必至となった1944年（昭和19年）中盤に、増援部隊を養成するために慣熟練成航空隊を増設することとなった。三菱重工業名古屋航空機製作所に近い愛知県碧海郡明治村の明治飛行場は、新製航空機の供給に便利なことから、ここに練成航空隊を設置することとした。しかし早くも12月には名古屋市への空襲が始まったため、練成訓練に専念することができず、なし崩しに実施部隊へと変貌した。
- 1944年（昭和19年）9月15日 明治飛行場で開隊。第三航空艦隊直卒。
定数：艦上戦闘機・局地戦闘機各48、陸上偵察機・艦上爆撃機・艦上攻撃機各24
以後、明治飛行場を拠点に練成に従事。
  - 12月
    - 12月13日 名古屋市にB-29襲来(74機)、零式艦上戦闘機14・紫電4・月光3・彗星4で迎撃。
1機撃墜・被害なし。しかし三菱重工業名古屋発動機製作所は大破。
    - 12月18日 名古屋市にB-29襲来(63機)、零戦15・紫電8・月光4・彗星6で迎撃、撃墜1・喪失1 三菱名古屋航空機製作所は大破。
    - 12月22日 名古屋市にB-29襲来(48機)、零戦16・紫電11・月光5・彗星5で迎撃、撃墜1・喪失1 三菱名古屋発動機工場は小破。
- 1945年（昭和20年）
  - 1月
    - 1月3日 名古屋市にB-29襲来(57機)、零戦12・月光6・彗星6で迎撃、撃墜1・喪失3
    - 1月4日 紫電隊6機を徳島飛行場に派遣、阪神防空に従事。
    - 1月9日 名古屋市にB-29襲来(52機)、零戦9・月光4・彗星1で迎撃、撃墜2・喪失3
    - 1月14日 名古屋市にB-29襲来(40機)、零戦13・月光3・彗星3で迎撃、撃墜1・喪失なし
    - 1月23日 名古屋市にB-29襲来(73機)、零戦18・月光2で迎撃、撃墜1・喪失なし

  - 2月
    - 2月3日 月光隊3機を硫黄島に派遣、1機喪失・2機八丈島に不時着し到達できず。18日断念。
    - 2月4日 神戸市にB-29襲来(69機)、徳島派遣隊は会敵せず、本隊零戦7・彗星1で迎撃、戦果・喪失なし
    - 2月16日 浜松市に機動部隊艦載機襲来(50機)、零戦14で迎撃。ヘルキャット・コルセア・ドーントレス12機撃墜・1機喪失。

  - 3月
    - 3月25日 零戦16機を爆装。神風特別攻撃隊第三御盾隊結成。
    - 3月26日 「天一号作戦」発動。出水飛行場進出下令。零戦26・紫電14・彗星7進出。
    - 3月28日 出水より国分飛行場に移動。以後、増援は国分・出水・串良各飛行場に分散配置。

  - 4月
    - 4月1日 沖縄本島上陸戦開始。串良駐留天山隊の夜間雷撃開始。
    - 4月6日 「菊水一号作戦」発動。彗星11機で対機動部隊攻撃に出撃。彗星爆撃隊11機の出撃直前に、零戦隊と紫電隊が制空隊として出撃。徳之島沖上空で艦上機部隊と交戦、7機喪失。
    - 4月6日 二一〇空を含む天山6機で夜間雷撃に出撃。二一〇空1機を含む4機喪失。
    - 4月7日 名古屋市にB-29襲来(73機)、残存隊月光1・彗星4で迎撃、撃墜1。市街地炎上。
    - 4月11日 神風特攻隊に二一〇空初参加、爆装零戦4機出撃、3機喪失・戦果なし。彗星爆撃隊4機出撃、2機喪失・戦果なし。
    - 4月16日 「菊水三号作戦」発動。制空に零戦4・紫電7出撃(他に4個飛行隊連合)、奄美沖で交戦。20機撃墜・二一〇空1機を含む10機喪失。
    - 4月下旬 原隊復帰。

  - 5月5日 編制変更、零戦隊に統一。月光・彗星隊は解散、紫電隊は筑波海軍航空隊に供出。
第三航空艦隊第五十三航空戦隊に転籍、退避行動・地上対空戦に従事。
- 終戦後武装解除、解隊。

本土決戦に備えて温存されることとなったため、明治・豊橋・名古屋の各基地に分散退避のうえ、枯渇する機材をやりくりしつつ維持活動に専念した。このため中京地区の防空には参加しないまま終戦を迎えた。

## 主力機種
- 零式艦上戦闘機…全期間を通じて防空の主力機。沖縄戦では爆装特攻を実施。
- 紫電…序盤・中盤の防空の主力機。
- 月光…夜間防空の主力機。
- 彗星…戦闘機仕様の戊型が中心。錬成用・爆撃隊用の爆撃機仕様（主に空冷エンジンの金星62型搭載の三三型）・偵察機仕様（二式艦上偵察機）も混在。爆撃隊所属機は、沖縄戦では、対機動部隊攻撃を実施。
- 天山…練成用。沖縄戦では実戦用。
- 九九式艦上爆撃機…練成用。
- 九七式艦上攻撃機…練成用。

## 歴代司令
- 田中義雄（1944年（昭和19年）9月15日-）
- 三田国雄（1945年（昭和20年）3月頃-）
- 薗川亀郎（1945年（昭和20年）4月15日-）
- 柴田文三（1945年（昭和20年）8月-解隊までの残務処理）